# Saint-Nabord
Saint-Nabord település Franciaországban, Vosges megyében. Lakosainak száma 3983 fő (2022. január 1.). Saint-Nabord Pouxeux, Le Val-d’Ajol, Bellefontaine, Éloyes, Plombières-les-Bains, Raon-aux-Bois, Remiremont és Saint-Étienne-lès-Remiremont községekkel határos.

## Népesség
A település népessége az elmúlt években az alábbi módon változott:
| Lakosok száma | 4075 | 4057 | 4339 | 4052 | 4023 | 3994 | 3992 | 3993 | 3983 |
|               | 2013 | 2015 | 2016 | 2017 | 2018 | 2019 | 2020 | 2021 | 2022 |